# Золотий Берег (британська колонія)
Британський Золотий Берег — британська колонія на узбережжі Гвінейської затоки в Західній Африці, яка згодом стала незалежною державою Гана 1957 року.

## Історія

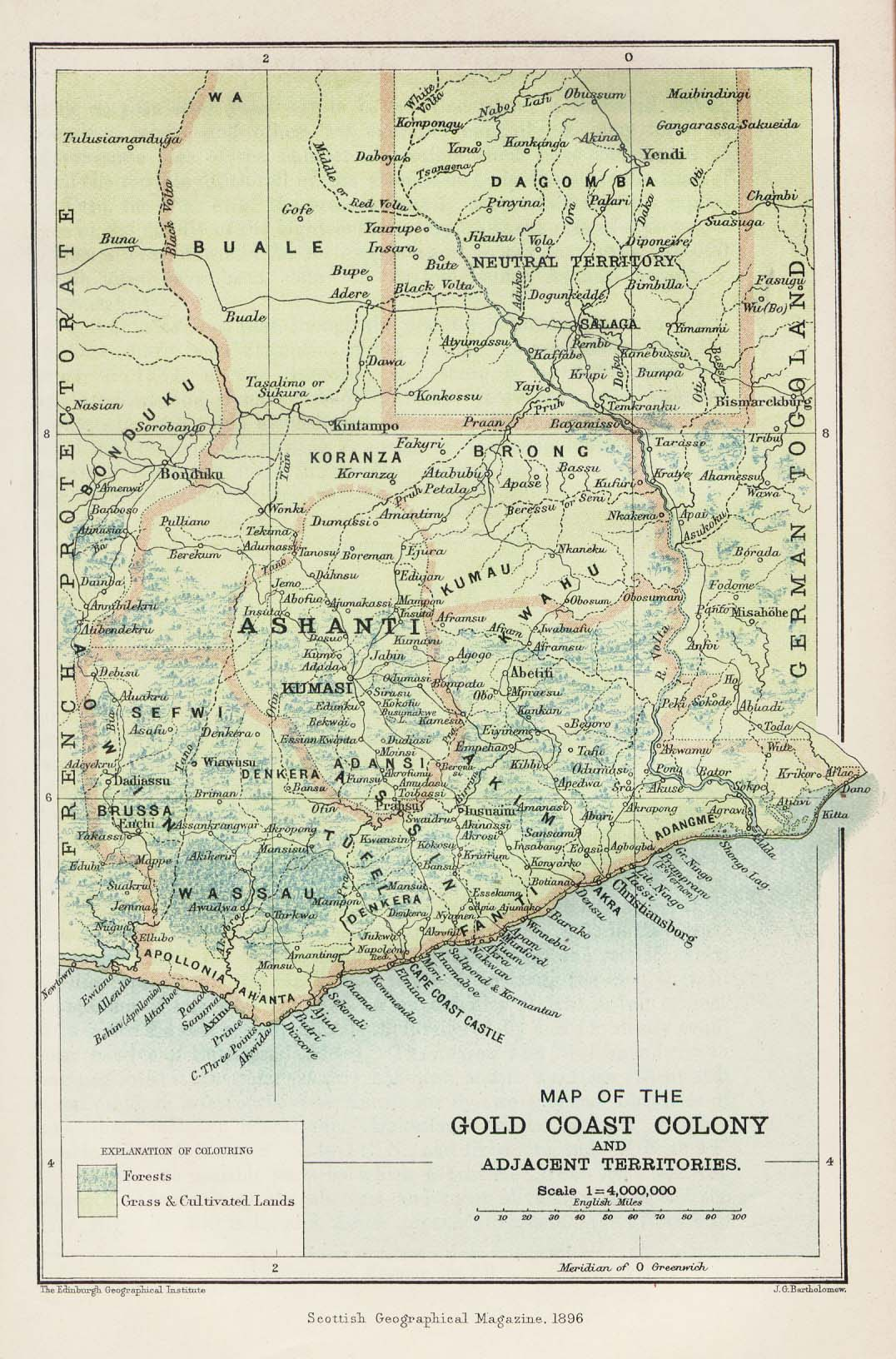
Карта Британського Золотого Берега 1896 року

Першими європейцями, які досягнули узбережжя Золотого Берега, були португальці 1471 року. Вони стикнулись із безліччю африканських королівств, територія деяких з яких мала багаті запаси золота. 1482 року португальці збудували фортецю Ельміна, перший європейський форт на Золотому Березі. Звідти вони вели торгівлю рабами, золотом, ножами, намистами, дзеркалами, ромом та зброєю. Новини про успішну торгівлю поширювались швидко, і зрештою британські, голландські, данські, прусські та шведські торгівці також прибули до регіону. Європейські торгівці звели кілька фортів уздовж берегової лінії. Назва «Золотий Берег» довго була назвою області, що використовувалась європейцями через значні золоті ресурси, знайдені в області. Работоргівля була основою торгівлі упродовж багатьох сотень років.
Британський Золотий Берег було створено 1867 року, коли британський уряд ліквідував Африканську торгову компанію та захопив приватні землі вздовж узбережжя. Вони також привласнили території, що залишались у руках інших європейських країн, захопивши данський Золотий Берег 1850 року та голландський Золотий Берег, включаючи форт Ельміна, 1872 року. Велика Британія також поступово розширила свою колонію через вторгнення до місцевих королівств, особливо на території конфедерації Ашанті й Фанті. Ашанті керували більшою частиною території Гани перш ніж європейці прибули туди, й часто перебували у конфлікті з ними. Вони є найчисленнішою етнічною спільнотою в Гані. Чотири війни — Англо-ашантійські війни — велись між ашанті та британцями, які іноді об'єднувались із фанті.
Під час Першої англо-ашантійської війни (1863–1864) ці дві групи боролись через суперечності відносно правителя держави Ашанті й рабства. Напруженість у відносинах зростала 1874 року, під час Другої англо-ашантійської війни (1873–1874), коли британці захопили столицю ашанті, Кумасі. Третя англо-ашантійська війна (1893–1894) сталась тому, що новий правитель ашанті, ашантіхене, бажав захистити свій новий титул. У 1895–1896 роках британці й ашанті бились один з одним під час Четвертої та останньої англо-ашантійської війни, в якій ашанті боролись за свою незалежність, але втратили її. 1900 року відбулось повстання ашанті, що призвело до захоплення британцями міста Кумасі та Золотого Трону, трону ашантіхене. Після завершення тієї останньої війни з ашанті цей народ почав жити під британським протекторатом з 1 січня 1902 року.
До 1901 року весь Золотий Берег був британською колонією з місцевими королівствами, а племена розглядались як єдине ціле. Британці експортували безліч природних ресурсів: золото, руди металів, алмази, слонова кістка, перець, деревина, зернові, какао. Британські колоністи збудували залізниці та складну транспортну інфраструктуру, яка сформувала основу для транспортної інфраструктури в сучасній Гані. Вони також збудували лікарні за західним зразком та школи, щоб створити сучасні умови громадянам Британської імперії, які приїжджали до колонії.
До 1945 року корінне населення почало вимагати більшої автономії після завершення Другої світової війни та початку процесу деколонізації у всьому світі. 1956 року британське Того (Тоголенд), протекторат Ашанті та протекторат Фанті було об'єднано з Золотим берегом, щоб створити єдину колонію, яка стала відомою як Золотий Берег. 1957 року колонія здобула незалежність під назвою Гана.